# Riu Alsek
El riu Alsek (en anglès Alsek River; en Tlingit Aalseix̱) és un riu que discorre a través del territori del Yukon, el nord de la província de la Colúmbia Britànica i desguassa a l'estat d'Alaska, al golf d'Alaska. Des del 1986 el riu Alsek està inscrit en llistat de rius patrimonials canadencs.

## Curs

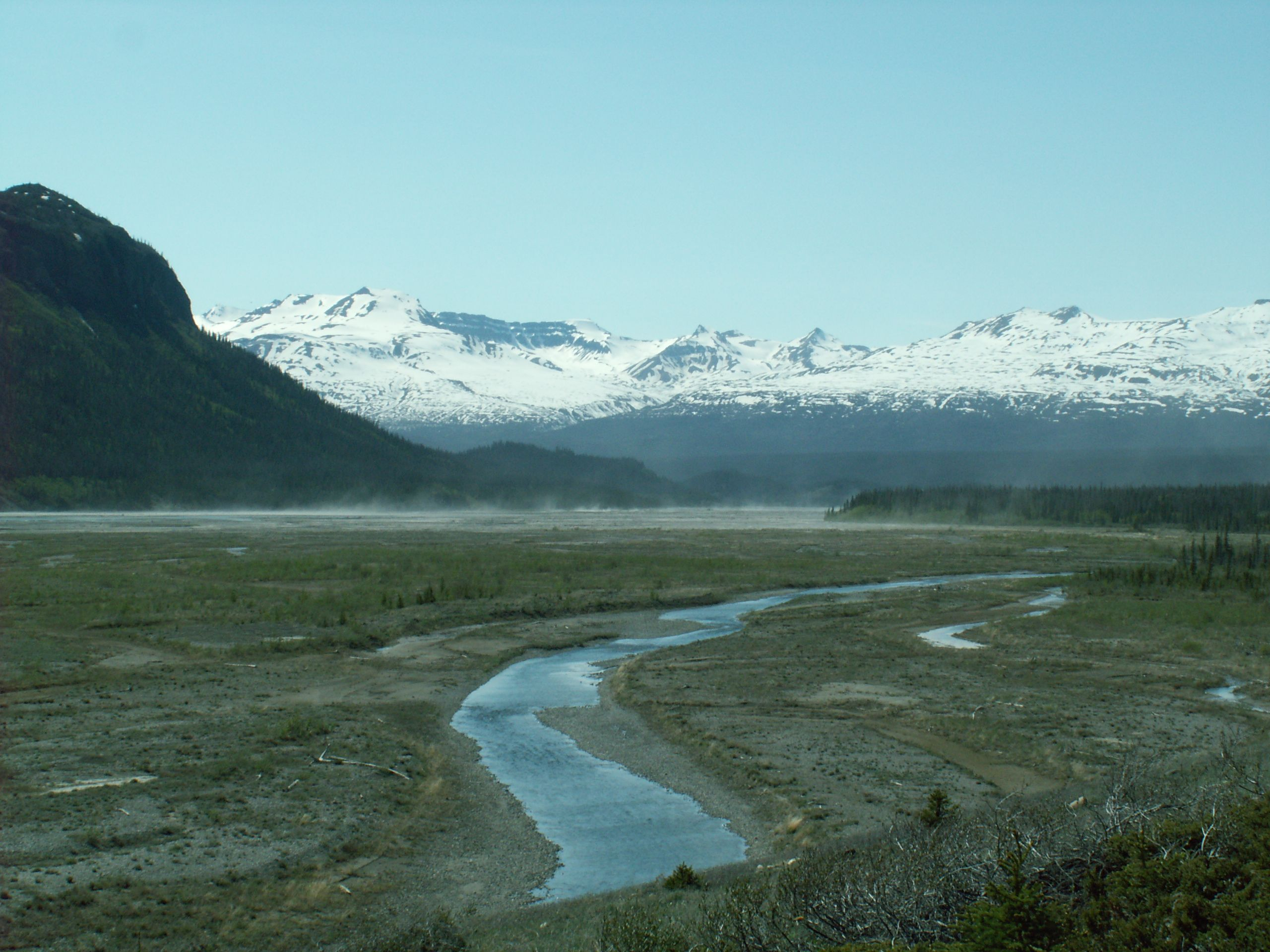
Riu Alsek (al fons) prop de la unió amb el Sugden Creek dins el Parc Nacional de Kluane.

El riu s'origina en la confluència dels rius Dezadeash i Kaskawulsh, a l'interior de la Reserva i Parc Nacional de Kluane, al Yukon. Posteriorment es dirigeix cap al sud, fins al nord-oest de la Colúmbia Britànica, on se li uneix el riu Tatshenshini, al Parc Provincial de Tatshenshini-Alsek. Finalment el riu es dirigeix fins a l'oceà Pacífic, a Dry Bay, al golf d'Alaska, al sud de Yakutat, prop de l'extrem nord de la regió d'Alaska Panhandle. Tot i que el riu és navegable en caiac o ràfting en els trams superiors ben aviat el Turnback Canyon el fa accessible sols als més experimentats.
El riu discorre pel costat de la glacera Lowell, la qual algunes vegades ha bloquejat el curs del riu, creant un gran llac al seu darrere anomenat "llac Neoglacial Alsek." La darrera vegada en què va tenir lloc aquest bloqueig fou el 1850 i en trencar-se el dic de contenció va provocar una gran avinguda d'aigua que ho va arrasar tot fins al Pacíific.